# Martí Ventolrà
Martí Ventolrà Puig (Barcelona, 16 december 1906 – Mexico-Stad, 5 juni 1977) was een Spaans voetballer. Hij speelde als vleugelaanvaller.

## Clubvoetbal
Ventolrà speelde van 1924 tot 1930 bij RCD Espanyol. Na drie seizoenen bij Sevilla FC (1930-1933) keerde de aanvaller in 1933 terug naar Catalonië om voor FC Barcelona te spelen. Met deze club won Ventolrà in 1935 en 1936 de Campionat de Catalunya. Zijn periode bij Barça eindigde op een ongebruikelijke wijze toen hij tijdens een rondreis door Mexico, gehouden door FC Barcelona vanwege de Spaanse Burgeroorlog, besloot te blijven in het Amerikaanse land nadat Ventolrà verliefd was geworden op de nicht van de toenmalige Mexicaanse president Lázaro Cárdenas. Hij speelde voor FC Barcelona 125 wedstrijden en scoorde 73 keer. Ventolrà sloot in Mexico bij CF Atlante zijn loopbaan als voetballer af. Zijn zoon José zou in 1970 als Mexicaans international meedoen aan het WK 1970.

## Nationaal elftal
Ventolrà speelde twaalf interlands voor het Spaans nationaal elftal, waarin hij drie doelpunten maakte. De aanvaller debuteerde op 22 juni 1930 tegen Italië en op 3 mei 1936 speelde hij tegen Zwitserland zijn laatste interland. Ventolrà behoorde tot de Spaanse selectie voor het WK 1934.